# Josep Franco
Josep Franco i Martínez (Sueca, 1955) es un escritor español en lengua valenciana. Inicia su trayectoria profesional en el mundo de la enseñanza, pero así que puede se introduce en el mundo literario, al cual se entrega por completo. 

## Biografía
Su producción narrativa, formada por obras como Calidoscopi (1983), Manuscrit de mossén Gerra (1993) y Rapsòdia, (1992) es galardonada con numerosos premios literarios. Algunas de sus obras se convierten en auténticos best-séller; este es el caso de la novela L'últim roder. Escribe tanto para adultos como para jóvenes y niños. También se dedica a la traducción en distintas lenguas. 
Suecano empedernido, carga en su bagaje literario la influencia de Joan Fuster y la vindicación del uso del valenciano en la propia literatura. Gran parte de su obra conforma un retrato de su tierra, la Ribera del Júcar, desde la cual retrata todo un pueblo con su tono satírico, irónico y mordaz.

## Obras
- El Misteri de l'Aigua, 1985
- L'últim roder, 1986
- Som irrepetibles, 1987
- Cendres de seductor, 1987
- Ulisses, 1987
- La sal, 1988
- Manuscrit de Mossén Guerra, 1990
- La ciutat submergida, 1991
- Quatre històries d'animals, 1992
- Anàdia, la ciutat sumergida, 1995
- L'enviat, 1996
- Les potències de l'ànima, Premio de Novela Ciudad de Alcira 1997
- Això és llarg de contar, 2004
- Vent d'Almansa, 2006
- L amor tambe mata, 2015
- Cinc cadàvers, 2016
- La vida és dura, 2017
- La Santa, 2017
- Els hereus de la derrota, 2018
- Temps mort, 2021
- La frontera, 2022

## Premios[1]
- Premio de Narrativa Bertomeu Llorens-Premis Vila de Catarroja (1981): Pentangle. Cinc exercicis d'estil
- Premi Ciutat de Cullera (1982): La molt estranya vida de Pere Milà
- Premi Andròmina de narrativa (1983): Calidoscopi
- Premi de la Crítica del País Valencià (1984): Calidoscopi
- Premio Tirant lo Blanc (1987): Ulisses
- Premio Ramon Muntaner de literatura juvenil (1988): La sal
- Premis de la Crítica dels Escriptors Valencians (1993): Rapsòdia
- Premis de la Crítica dels Escriptors Valencians (1994): Manuscrit de mossén Gerra
- Premi Enric Valor de novel·la (1996): L'enviat
- Premi de novel·la Ciutat d'Alzira (1997): Les potències de l'ànima
- Premio Laurèdia d'Andorra (2001): 7 parròquies: històries amb nom propi
- Premio de novel·la històrica juvenil Far de Cullera (2006): Vent d'Almansa
- XXXIV Premis Literaris “25 d'Abril” – Vila de Benissa (2014): L'Amor també mata
- Premi Andròmina de narrativa (Premis Octubre) 2016: La vida és dura
- Premi Isabel de Villena - Premis Ciutat de València (2022): La frontera
- Premio Valéncia, modalidad de narrativa (2023): Si tenim vida i salut[2]